# Johannes van Zanten

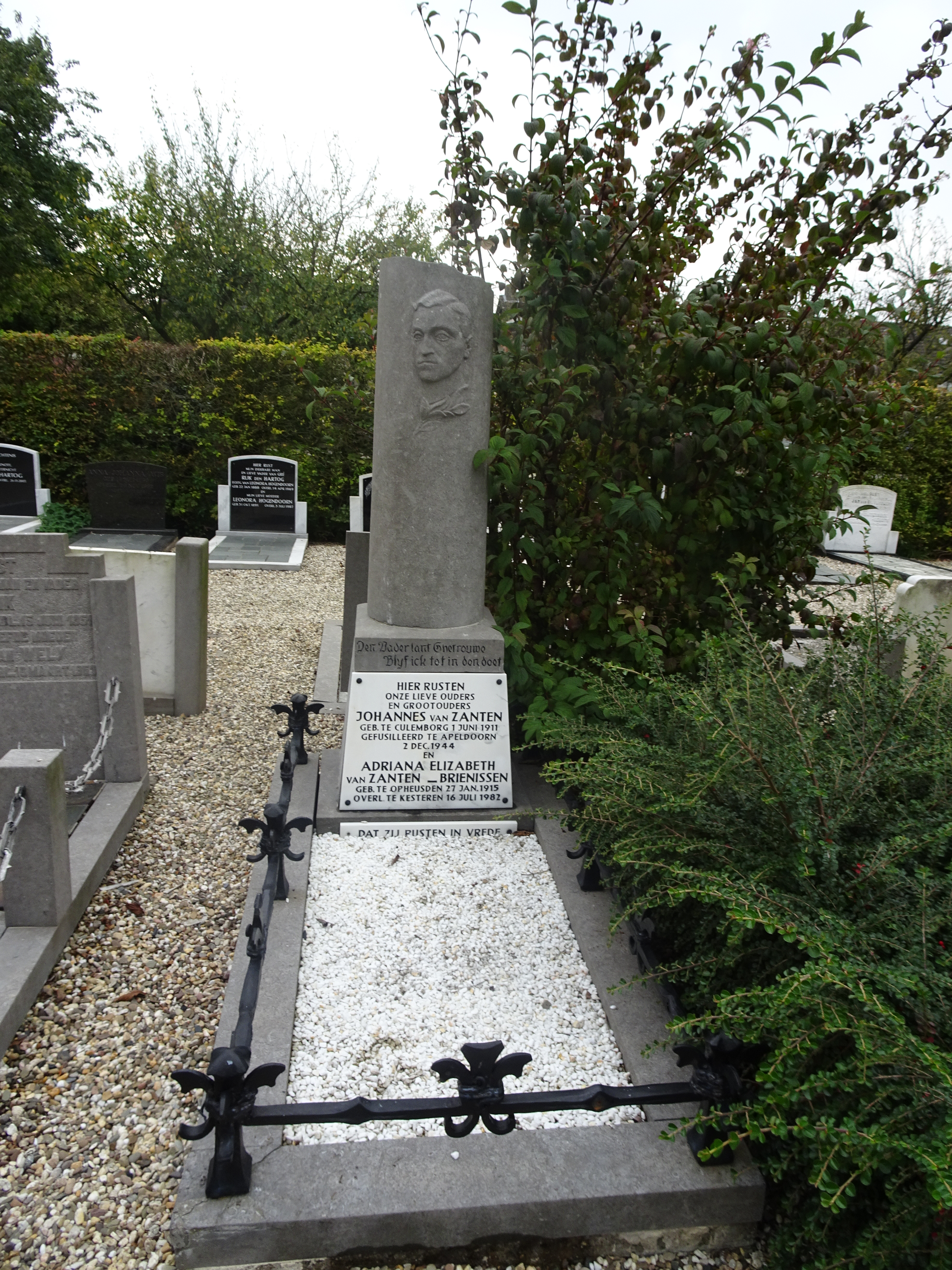
Graf van Johannes van Zanten in Kesteren

Johannes van Zanten (Culemborg, 1 juni 1911 – Apeldoorn, 2 december 1944 ) was een Nederlands verzetsstrijder  tijdens de Tweede Wereldoorlog. Zijn verzetsnaam was Van Buren.

## Levensloop
Van Zanten woonde met zijn vrouw en vijf kinderen in het Betuwse Kesteren. Hij was werkzaam als uitvoerder bij de Nederlandse Heidemaatschappij, standplaats Geldermalsen. Direct na mei 1940 werd hij actief in het verzet. Als leider van de Betuwse KP onderhield hij nauwe contacten met de KP-Soest en was hij betrokken bij vele overvallen op distributiekantoren, bevolkingsregisters, gevangenissen, enz.
Na de Slag om Arnhem in september 1944 wist hij met zijn verzetsgroep tientallen teruggeslagen geallieerde soldaten door het Betuwse niemandsland over de Waal terug te begeleiden naar bevrijd gebied.
Hij was een van de KP-leiders, die op 22 november 1944 op een gewestelijke bijeenkomst in de Kamer van Koophandel aan de Maliesingel te Utrecht door SD werd gearresteerd. Op 2 december 1944 werd hij op het terrein van de Kazerne Willem III te Apeldoorn zonder enige vorm van proces gefusilleerd.
Gedenktekens, gewijd aan Van Zanten bevinden zich op de gemeentelijke begraafplaats van de voormalige gemeente Kesteren en in Apeldoorn, als onderdeel van het Keienmonument aan de Sportlaan.

## Tilburgse zegeltjeskraak
Van Zanten leidde op 25 januari 1944 de overval op de kluis van de afdeling Bevolking van Tilburg, de "Tilburgse zegeltjeskraak", waarbij 105.000 controlezegels en 700 blanco persoonsbewijzen werden buitgemaakt. Met deze zet werd het hele landelijke apparaat van de ondergrondse voor lange tijd uit de moeilijkheden geholpen. Deze door hem samen met de Tilburgse gemeenteambtenaar Jan Poort perfect uitgedachte en vervolgens succesvol door de KP-Soest uitgevoerde actie is door de historicus Lou de Jong gekwalificeerd als een van de belangrijkste ondernemingen van het Nederlands verzet in de Tweede Wereldoorlog.

## Overval Huis van Bewaring Arnhem
In de nacht volgend op pinkstermaandag 1944 nam Van Zanten met vier leden van zijn Betuwse knokploeg deel aan de eerste van de drie mislukte pogingen, die voorafgingen aan de geslaagde overval op het Huis van Bewaring te Arnhem (11 juni 1944). De actie in het maanlicht, waarbij de vier meter hoge gevangenismuren met ladders moesten worden genomen, mondde uit in een schotenwisseling met de bewaking. Een echec, dat vermoedelijk vermeden zou zijn, als de Twentse knokploeg, die de leiding had, niet Van Zantens informatie vooraf over de organisatie van de bewaking had genegeerd. Al met al was het een wonder dat alle deelnemers na de mislukte overval de stad in spertijd veilig wisten te ontvluchten.

## Onderscheidingen en vernoemingen
Johannes van Zanten is postuum onderscheiden met de Bronzen Leeuw.
In Beusichem, Kesteren, Meteren, Tiel en Tilburg is er een straat of plein naar hem genoemd.